# Animal Crossing (spelserie)
Animal Crossing (i Japan: どうぶつの森 Dōbutsu no Mori) är en TV-spelsserie skapad av Nintendo. Spelserien kan ses som en livssimulator och har flera likheter med The Sims, men utspelar sig i en by befolkad av djur. Serien har inga tydliga mål, utan bygger istället på spelarens frihet att själv välja. Att fiska, samla frukt, handla, inreda sitt hus och prata med invånarna är några exempel på återkommande aktiviteter i spelen.
De två första versionerna av spelet kom 2001 och släpptes endast i Japan. Spelen gick under namnet Animal Forest. En uppgraderad version till GameCube släpptes senare i väst och spelet fick då namnet Animal Crossing. Nintendo DS-spelet släpptes 2005 (2006 i Europa) och fick undertiteln Wild World på grund av dess online-möjligheter. 2015 offentliggjordes två nya spinoff-spel, den ena Animal Crossing: Happy Home Designer till Nintendo 3DS och Animal Crossing: amiibo Festival till Wii U som släpptes 30 juli  2015 respektive 13 november 2015. Ett nytt Animal Crossing Spel till Switch, Animal Crossing: New Horizons, släpptes den 20 mars 2020.

## Animalese
Karaktärerna i spelet talar vad som har kommit att kallas för "Animalese". Taro Bando som var ansvarig för spelets ljudeffekter skapade ljudet genom att spela in japanska tecken och sedan spela upp dem samtidigt som dialogrutorna visades. Tanken var från början att karaktärerna skulle prata japanska, men då det var omöjligt att få bra timing mellan ljudeffekterna och texten fick Bando tänka om. Istället valde Bando att spela upp ljudet extra fort, varpå det karaktäristiska Animalese-ljudet skapades. På engelska bokstaverar karaktärerna istället de respektive orden. Nintendo har i licenserat teknologin bakom ljudet.

## Spel som ingår i serien
- Dōbutsu no Mori (2001), Nintendo 64
- Dōbutsu no Mori+ (2001), GameCube
- Animal Crossing (2002), GameCube
- Dōbutsu no Mori e+ (2003), GameCube
- Animal Crossing: Wild World (2005), Nintendo DS
- Animal Crossing: Let's Go to the City (2008), Nintendo Wii
- Animal Crossing: New Leaf (2013), Nintendo 3DS
- Animal Crossing: New Horizons (2020), Nintendo Switch

## Övriga spel
- Animal Crossing: Happy Home Designer (2015), Nintendo 3DS
- Animal Crossing: amiibo Festival (2016), Wii U
- Animal Crossing: Pocket Camp (2017), iOS, Android